# Saúl

Monarquía unida. Reino de Israel en tiempos de Saúl y David, 1020–966 a. C.

Saúl (en hebreo שאול Šawl, «deseado» o «implorado», en griego Σαούλ Saoul, en latín; Saúl, en árabe طالوت, Ṭālūt o شاؤل, Ša'ūl) es un personaje de la Biblia que fue rey de Israel, su vida y obra se narra en los libros de Samuel. La narrativa bíblica marca una transición de una sociedad tribal dispersa, a la condición de un único estado llamado Reino unificado de Israel.
El relato bíblico, puesto por escrito entre uno y tres siglos después, indica que Saúl era hijo de Quis (o Cis) de la tribu de Benjamín y que fue ungido rey por el profeta Samuel. El monarca estableció su sede en Gaba, en el territorio de su propia tribu.
Su esposa fue Ahinoam, hija de Ahimaas, con la cual tuvo cuatro hijos y dos hijas, siendo los varones: Jonatán, Abinadab, Malquisúa, e Isbaal (a veces transcripto como Es-baal y también llamado Isboset); y las mujeres: Merab (casada con Adriel) y Mical. También tuvo una concubina llamada Rizpah hija de Aiah, quien le dio dos hijos; Armoni y Mefiboset (o Mefibaaal). 
Después de algunas batallas victoriosas, fue derrotado por los filisteos en la batalla del monte Gilboa, suicidándose con su propia espada para evitar ser capturado. En ese mismo combate murieron tres de sus hijos por lo cual la sucesión al trono quedó en disputa entre el único hijo sobreviviente, Isbaal, y su yerno ―casado con Mical― David.
No se conoce la extensión del territorio bajo su control, ya que no aparecen en el texto bíblico y hasta el presente no se conocen evidencias de su reinado. Según el texto bíblico (1º Samuel 13:1) reinó durante 40 años, pero los eruditos generalmente están de acuerdo en que el texto es defectuoso y que es más probable un reinado de veinte o veintidós años.

## Origen y reinado
Según la Biblia, su padre Cis perdió sus asnas y envió a su hijo Saúl y un criado a buscarlas en la región montañosa de Efraín, y de allí a la tierra de Salisa, pero no las hallaron. Entonces pasaron por la tierra de Saalim, donde tampoco las encontraron. Después pasaron por la tierra de Benjamín, con el mismo resultado.
Ante el pedido del pueblo israelita al entonces anciano juez Samuel para que nombrara un rey que los librara de los invasores filisteos, aquel, aunque creía que Dios debía ser el único soberano de Israel, consultó a Dios y este reveló que señalaría su ungido. Samuel vio que Saúl era el escogido y lo dejó quedarse en su casa, al día siguiente derramó aceite sobre su cabeza diciendo ¿No te ha ungido Dios como el soberano de su heredad?; luego dio instrucciones de buscar determinadas personas con instrumentos musicales «profetizando», Saúl se encontró con esas personas donde según el relato Bíblico, el Espíritu de Dios descendió sobre él, «profetizó» en medio de ellos. 
Hombre de gran furor y gran altura, se mostró al principio un rey firme, que derrotó a los amonitas, moabitas y filisteos en numerosas ocasiones. Estableció su capital en la ciudad liberada de Jabes de Galaad.

## Caída de Saúl

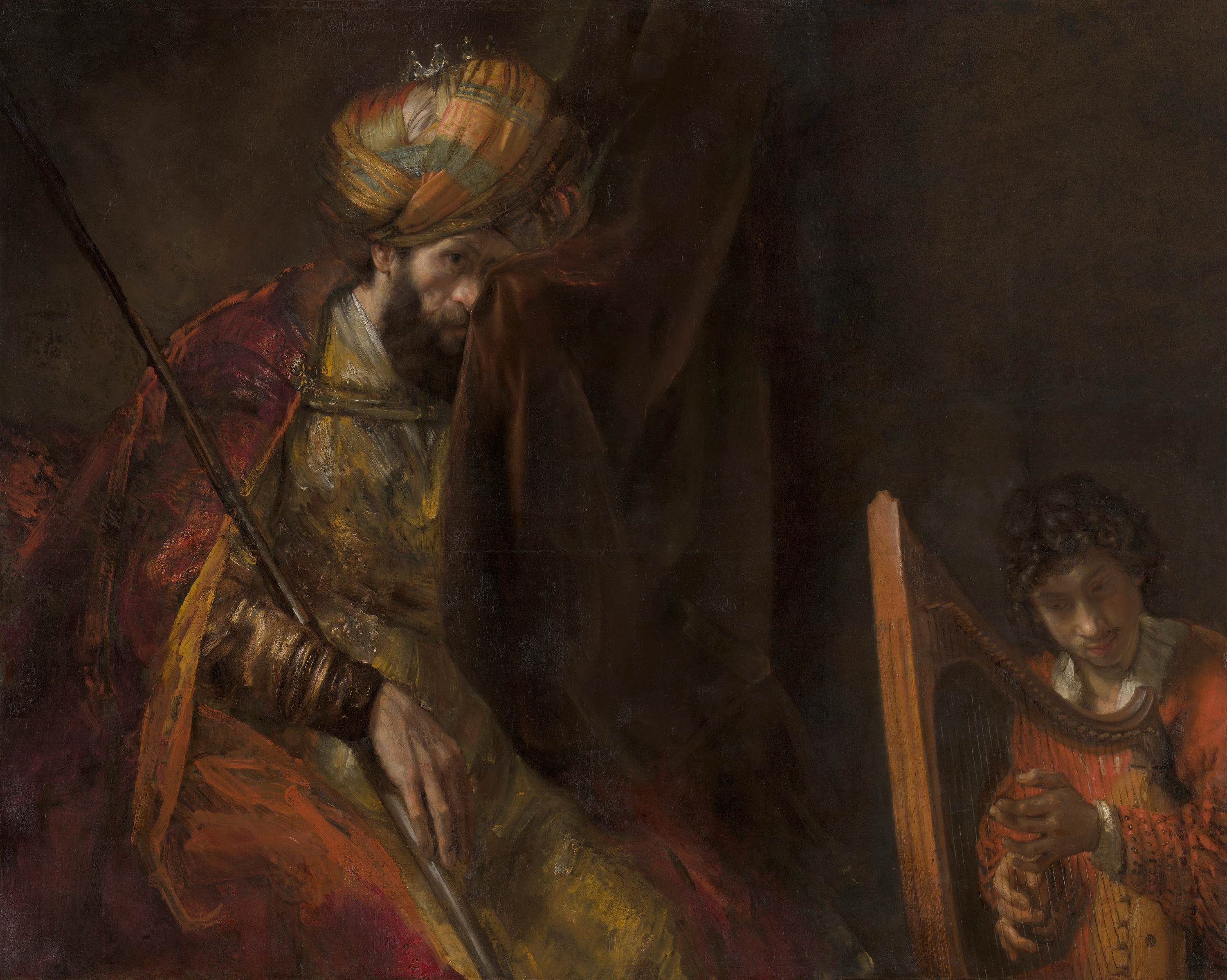
Saúl y David de Rembrandt Mauritshuis

Saúl había preparado una campaña militar contra los filisteos pero esperaba a Samuel para que este ofreciera un sacrificio a Yahvé. Dado que Samuel tardaba tanto en aparecer Saúl ofreció el sacrificio él mismo, pero en ese momento llega Samuel, sumamente indignado por desobedecer sus instrucciones. Saúl reorienta su campaña hacia los amalecitas; logra una victoria total exterminando todo hombre, mujer y niño, pero deja vivo al rey; Samuel otra vez aparece indignado y mata al rey.
Debido a ello Samuel buscó un nuevo ungido en David, quien marchó a la corte de Saúl como arpista. Samuel ungió a David y este entró en servicio en la corte de Saúl. Mas la victoria de David sobre Goliat, acompañada de los subsecuentes triunfos militares de David, provocaron los celos del rey Saúl, quien aprovechando que David estaba tocando el arpa en una ocasión intentó matarlo con su lanza pero gracias a la ayuda de su amigo Jonatán, y de su esposa, Mical (hijos del propio Saúl), David logró huir. Saúl fue a buscarlo a la ciudad de Nob y condenó a muerte a los sacerdotes de ese lugar. Pero los oficiales del rey no se atrevieron a levantar la mano en contra de los sacerdotes del Señor.  Así que el rey le ordenó a Doeg el Edomita que los matara, este mató a 85 sacerdotes vestidos de efod de lino y además a la población de Nob: a hombres y mujeres, a niños y recién nacidos, y hasta a los bueyes, asnos y ovejas. Más tarde Saúl fue a pedir consejo a Samuel pero apenas entró a su casa, Saúl quedó «profetizando» como la primera vez y sus guardaespaldas lo sacaron arrastrando. Después le informaron que David estaba en el desierto de En-gadi. Este preparó una emboscada pero se contuvo de matar a Saúl por ser ungido del Señor así que le perdona la vida. El rey regresa a su palacio y David se exilia a territorio filisteo por un año y cuatro meses.

### Saúl consulta a la adivina de Endor
Samuel murió y fue enterrado en Ramá, su lugar de origen. Los filisteos vuelven a hacer la guerra, se reúnen en Sunem, y Saúl dirige a su ejército para enfrentarlos en el monte Gilboa. Antes de la batalla, va a consultar a una adivina en Endor. La mujer, sin percatarse de su identidad, le recuerda que el rey ha hecho de la brujería un delito capital, Saúl le asegura que no le hará daño. Ella evoca el espíritu del profeta Samuel, quien antes de su muerte había profetizado que perdería el reino. Samuel le dice que Dios lo ha rechazado por completo, que ya no escuchará sus oraciones, que le ha dado el reino a David y que al día siguiente perderá tanto la batalla como su vida. Saúl queda abrumado por el miedo y la hechicera lo conforta con alimentos antes de la batalla del día siguiente.

### Muerte de Saúl
La guerra contra los filisteos supuso una derrota para los Israelitas. Todo el ejército fue aniquilado y murieron los hijos varones de Saúl: Jonatán, Abisúa y Malquisúa. Saúl mismo fue alcanzado por flechas. Al verse gravemente herido, Saúl le dijo a su escudero que lo matara pero este se negó; así que Saúl se suicidó con su espada. El escudero también se mató. Los filisteos decapitaron a Saúl y a sus hijos y dejaron sus cuerpos colgados en el muro de Betsán. Algunos habitantes del pueblo Jabés de Galaad entraron de incógnito al territorio filisteo, recuperaron los cuerpos y los enterraron.
El texto bíblico da cuenta del distanciamiento y la separación de Dios respecto a Saúl. También describe que Saúl, poseído por la ira ante la admiración del pueblo y su propia familia por David, terminó por perder la razón.
| Predecesor: Juez Samuel | SAÚL Rey de Israel —Reino unificado de Judá e Israel— c. 1030-1010 a. C. | Sucesor: David |